# Alisa Weilerstein
Alisa Weilerstein (n. 14 aprilie 1982, Rochester, New York) este o  violoncelistă americană.

## Biografie
Alisa Weilerstein s-a nascut in 1982 la Rochester, New York într-o familie de muzicieni evrei. Ea este fiica violonistului Donald Weilerstein (prim violonistul fondator al cvartetului Cleveland) și al pianistei Vivian Weilerstein, născută Hornik. Fratele ei este violonistul și dirijorul Joshua Weilerstein (născut în 1987).
Alisa Weilerstein a început studiul violoncelului la vârsta de patru ani. Ea și-a făcut debutul la 13 ani cu Orchestra Simfonică din Cleveland, interpretând Variațiunile pe o temă rococo de Ceaikovski. 
Ca solistă ea apărut de atunci alături de multe alte orchestre însemnate din lume. De asemenea ea este activă în domeniul muzicii de cameră și, împreună cu părinții ei, a cântat în cadrul unui trio numit „Trio Wallerstein” care își are resedința la Conservatorul New England din Boston.
În anul 2004 a terminat licența în istoria Rusiei la Universitatea Columbia din New York.
O promotoare a muzicii culte contemporane, Wallerstein a colaborat strâns cu compozitorii Osvaldo Golijov si Lera Auerbach, ca și cu compozitorul Joseph Hallman din Philadelphia.  

### Lucrări muzicale interpretate în premieră mondială
- concertul pentru violoncel „Azul” de Osvaldo Golijov, la Festivalul Mostly Mozart la Centrul Lincoln din New York
- 24 Preludii pentru violoncel și pian de Lera Auerbach la Festivalul internațional de muzică de la Caramoor,
- transcripția de către Lera Auerbach a lucrării opus 34 pentru violoncel și pian de Șostakovici la Festivalul de muzica Schleswig-Hollstein,
- concertul pentru violoncel de Joseph Hallman - cu Orchestra Filarmonică din Sankt Petersburg,
- concertul nr.2 pentru violoncel Outscape de Pascal Dusapin, cu Orchestra Simfonică Chicago
- concertul pentru violoncel «un despertar» de Mathias Pintscher, cu Orchestra Simfonică Boston (2017).

### Viața privată
Alisa Weilerstein este căsătorită cu dirijorul venezuelan Rafael Payare.

## Premii și onoruri
- 2000-2001 Bursa Avery Fisher - fiind aleasă să cânte in cadrul programului ECHO Rising Stars și a Societății de cameră II, programul pentru artiști tineri ai Societății de muzică de cameră a Centrului Lincoln.
- 2006 - Premiul Leonard Bernstein la Festivalul Schleswig Holstein
- 2011 - „Bursa pentru genii” a Fundației MacArthur
- 2011 - Doctor honoris causa al Universității Columbia

Alisa Weilerstein cântă la un violoncel William Forster creat în 1790 la Londra
Fiind suferindă de diabet juvenil de la vârsta de 9 ani, Weilerstein a fost aleasă în noiembrie 2008 „Celebrity Advocate” pentru Fundația de cercetări ale Diabetului Juvenil